# Kokoriči
Kokoriči so naselje v Občini Križevci.